# R. Lee Ermey
Ronald Lee Ermey (født 24. marts 1944 i Emporia, Kansas, død 15. april 2018 i Santa Monica, Californien) var en amerikansk sergent fra USMC og skuespiller.
Ermey spillede som regel en autoritetsperson i de film han medvirker i, oftest en sergent eller anden militærperson, og er nok mest kendt for sin rolle som Gunnery Sergeant Hartman i Full Metal Jacket, borgmester Tilman i Mississippi Burning, samt Sherif Hoyt i Motorsavsmassakren. Ermey lagde også stemme til Sarge i Toy Story-franchisen og Sergeant Bunny i Father of the Pride.
Ermey var vært for to programmer på History Channel: Mail Call, hvor han besvarede seernes spørgsmål om forskellige militære problemer både moderne og historiske; og Lock n 'Load med R. Lee Ermey, der vedrørte udviklingen af forskellige typer våben. Han var også vært for GunnyTime på Outdoor Channel.

## Tidligt liv
Ermey blev født Ronald Lee Ermey i Emporia, Kansas den 24. marts 1944. Han voksede op med fem brødre på en gård uden for Kansas City, Kansas. I 1958, da Ermey var 14, forlod han og hans familie Kansas og flyttede til Zillah, Washington. Som en teenager kom Ermey ofte i problemer med de lokale myndigheder og blev anholdt to gange for kriminel ulykke ved 17 års alder. Efter sin anden anholdelse gav en dommer et valg mellem at tiltræde militæret eller blive sendt til fængsel; Ermey valgte militæret.

## Udvalgte film
- Full Metal Jacket - 1987
- Mississippi Burning - 1988
- Seven - 1995
- Motorsavsmassakren - 2003